# El Jebel
El Jebel ist eine Gemeinde im Eagle County im US-Bundesstaat Colorado. Das U.S. Census Bureau hat bei der Volkszählung 2020 eine Einwohnerzahl von 4.130 ermittelt.
Die Gemeinde liegt zwischen Carbondale und Basalt nahe Aspen nahe der Grenze zum Garfield County und zum Pitkin County. Durchflossen wird El Jebel vom Roaring Fork River.